# 浜郷村
浜郷村（はまごうむら）は三重県度会郡にあった村。現在の伊勢市の北東部、五十鈴川の河口左岸、勢田川の河口域にあたる。

## 地理
- 河川：五十鈴川、勢田川

## 歴史
- 1889年（明治22年）4月1日 - 町村制の施行により、黒瀬村・神田久志本村・田尻村・通村・一色村の区域をもって発足。
- 1943年（昭和18年）12月1日 - 宇治山田市に編入。同日浜郷村廃止。

## 地域

### 教育
- 浜郷村立国民学校

## 交通

### 鉄道路線
- 神都交通（現・三重交通）
  - 神都線・二見線
    - 河崎停留場 - 二軒茶屋停留場 - 学校前停留場 - 通停留場

村域を鉄道省の参宮線が通過したが、駅は所在しなかった。現在は旧村域に五十鈴ケ丘駅が所在するが、当時は未開業。